# 哈利耶尔
哈利耶尔（Haliyal），是印度卡纳塔克邦Uttara Kannada县的一个城镇。总人口20652（2001年）。

## 人口
该地2001年总人口20652人，其中男性10454人，女性10198人；0—6岁人口2753人，其中男1423人，女1330人；识字率66.18%，其中男性为72.29%，女性为59.91%。